# Aningan
Aningan eller Igaluk är i mytologin hos en grupp inuiter i norra Nordamerika den manliga gestalt som representerar månen.
Aningan betraktas som en duktig jägare och är broder till den kvinnliga solen som han ständigt jagade över himlen.